# Каратау (город)
Каратау (каз. Қаратау) — город в Жамбылской области Казахстана, административный центр Таласского района.
Расположен в предгорьях у северного склона хребта Каратау. Железнодорожная станция в 65 км к северо-западу от города Тараза. Центр Каратауского фосфоритоносного бассейна.

## Название
С казахского языка слово «каратау» переводится как «чёрные горы».

## История

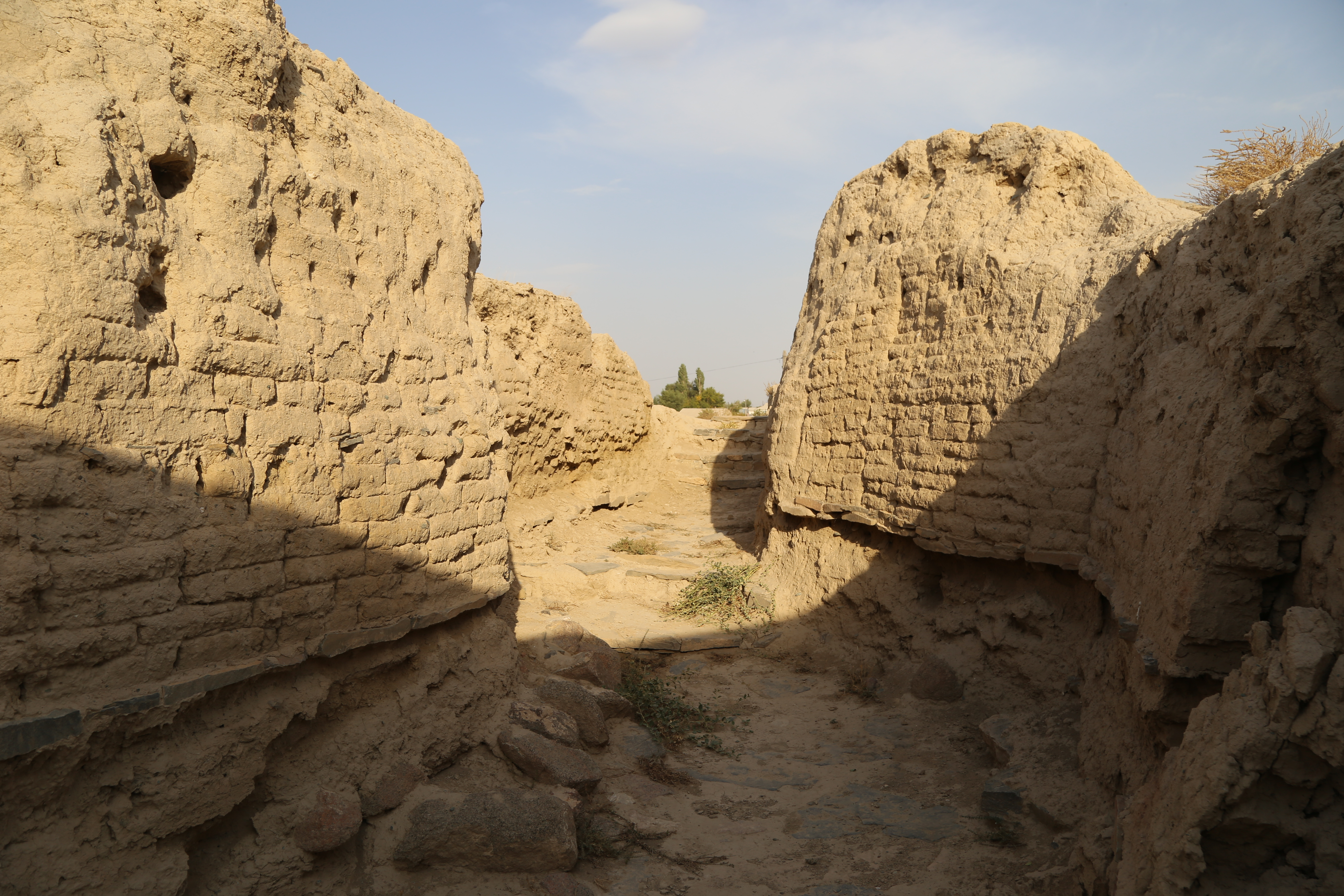
Городище Тамды VI—XII веков, расположенное в западной части города Каратау. В некоторых источниках отождествляется с городом Берукет (Паркент).

В 1946 году у подножия горного хребта появился маленький рабочий посёлок Чулактау. Строили его под видом комсомольской ударной стройки депортированные в 1946 году немцы, корейцы, греки и японские военнопленные для добычи фосфорита . Количество добываемого фосфорита с годами увеличивалось.
Около посёлка строились карьеры по добыче мраморной крошки и фосфоритов. Производительность карьеров росла с каждым годом. С приростом мощности на карьерах посёлок развивался. Для переработки фосфорита на месте в городе была создана химическая промышленность, продукция которой вывозилась в Джамбул.
В 1963 году посёлок Чулактау получил статус города. В городе строились новые заводы и фабрики, строились новые жилые здания, инфраструктура.
В 1970 году население города составляло 27 тыс. человек, здесь действовали горно-химический комбинат по добыче и переработке фосфоритов, общетехнический факультет Казахского политехнического института и горно-строительный техникум.
Весной 1988 года в интернат города Каратау прибыли двести детей из Демократической Республики Афганистан (в память об этом событии в яблоневом саду воспитанниками интерната была высажена новая аллея яблонь, получившая название "аллея Юных Афганцев").
В январе 1989 года численность населения города составляла 41,8 тыс. человек, основой экономики являлось производственное объединение "Каратау" по добыче и переработке фосфоритов.
Город развивался до 1990-х годов. Каратау был одним из благоустроенных городов в области. Было построено множество жилых зданий, увеличивалось население.
После распада СССР, в середине 1990-х годов, город пришёл в запустение. Из развитого промышленного города, он превратился в депрессивный населённый пункт. С распадом Советского Союза и обретением Казахстаном независимости в начале 1990-х годов начался экономический спад производства в городе. Многие крупные промышленные предприятия прекратили свою деятельность, и город потерял большое количество населения, которое мигрировало в большие города в поисках работы. В то время как в период своего расцвета в Каратау проживало около 55 000 жителей, по данным переписи 1999 года, это число упало до 28 000 человек. Из-за эмиграции населения многие жилые дома и целые микрорайоны опустели. По сей день в городе остаются безлюдные микрорайоны. Потомки многих военнопленных, привезённых в Каратау после Второй мировой войны, покинули Казахстан и вернулись в страны своего бывшего происхождения, чем и сократили городское население.

## Современность
В последние годы администрация района начала принимать меры против упадка города. В рамках жилищной программы были отремонтированы заброшенные дома.
По данным управления экономики и бюджетного планирования, Каратау, признанный городом среднего потенциала развития, получит[когда?]

 15,8 млрд тенге.

## Население
В советские времена в городе проживало около 55 тыс. человек. После распада СССР город покинуло более 30 тыс. человек.
Постепенно с реализацией программы развития моногородов в город возвращается население. Так в 2012 году население города составило 27 365.
На начало 2019 года, население города составило 30 204 человека (14 858 мужчин и 15 346 женщин).

## Экономика
Советский период
В советские времена город Каратау являлся центром химической промышленности. В Каратау производились добыча, первичная переработка и поставка сырья фосфорным и химическим заводам СССР.
В Каратау действовал горно-химический комбинат — один из крупнейших в своей отрасли, являвшийся до 1990-х годов градообразующим предприятием.
В советское время около города действовало множество рудников и шахт, а также обогатительная фабрика.
В Каратау действовало множество предприятий других отраслей: молочный комбинат, работающий на голландском оборудовании; мясокомбинат, обувные фабрики, деревообрабатывающий цех, цех ЖБИ, цементный цех, автопредприятия.
Каратау был известен на весь Советский Союз благодаря предприятию «Сулейменсай». Предприятие занималось производством высокачественных меховых изделий. Многие туристы съезжались сюда за шубами, чтобы пополнить свой гардероб. В годы перестройки предприятие было попросту разграблено.
В 1990-х годах из-за экономического кризиса предприятия были закрыты, что повлияло на упадок населения в городе.
Перспективы
С 2010 года крупнейшая международная минерально-химическая компания «ЕвроХим» в рамках реализации инвестиционного проекта осваивает ряд месторождений Каратау-Жанатасского фосфоритового бассейна, а также строит горно-обогатительный комплекс для производства высококачественного фосфоритового концентрата и крупный завод по производству широкой гаммы минеральных удобрений.
В 2013 году началось строительство завода, а в 2016 году предприятия вышли на проектную мощность производства 640 тыс. тонн фосфоритной муки в год. К концу 2017 года на месторождении Кок-Джон в Сарысуском районе добыча фосфоритной руды дошла до отметки в 1,5 млн тонн, а на местном горно-химическом комплексе выдали первый миллион тонн фосфоритовой продукции. В 2018 году «ЕвроХим-Каратау» зафиксировало производство и отгрузку первого миллиона тонн фосфоритной муки с начала запуска проекта. Рабочими местами обеспечено около 500 человек.
В июле 2020 года Правительство Республики Казахстан и Правительство Российской Федерации подписали межправительственное соглашение о строительстве и эксплуатации завода по выпуску минеральных удобрений мощностью 1 млн тонн в год. Проект предполагает освоение месторождений фосфоритового бассейна Каратау. Предполагаемый объём инвестиций составляет 800 млн долларов.
Предположительный срок реализации проекта с 2021 по 2025 годы. На этапе строительства предприятия работой будут обеспечены  2000 человек. После сдачи объекта в эксплуатацию откроются 1 200 постоянных рабочих мест. Завод планирует выпускать минеральные удобрения, индустриальные продукты, применяющиеся в нефтегазодобыче, для содержания дорожной сети в зимний сезон, в производстве цемента, сухих строительных смесей, мелиорации земель.

## Известные горожане
- Лукьяненко, Сергей Васильевич — русский писатель-фантаст.
- Пайбердин, Олег Вячеславович (1971) — российский композитор, дирижёр, педагог. Основатель ансамбля «Галерея актуальной музыки».
- Умиров, Ерген Умирович — Герой Социалистического Труда.
- Нышан Омирали (1993—2024) — двукратный чемпион мира по паратхэквондо.